# Vincenzo Salamon
Vincenzo Salamon (Priverno, 21 giugno 1967) è un ex cestista italiano.

## Carriera
Ha disputato la Serie A1 con la Viola Reggio Calabria nella stagione 1985-1986.